# کاوا حسو
کاوا حسو (عربی: كَاوَّا حَسُّو؛ زادهٔ ۲۲ اوت ۱۹۸۴) بازیکن فوتبال اهل سوریه بود.
از باشگاه‌هایی که در آن بازی کرده‌است می‌توان به باشگاه ورزشی الجیش (سوریه) و باشگاه ورزشی طلیعه اشاره کرد.
وی همچنین در تیم ملی فوتبال سوریه بازی کرده‌است.